# Hassi Messaoud
Hassi Messaoud (arabisch حسي مسعود oder حاسي مسعود) ist eine Stadt in der südostalgerischen Sahara in der Provinz Ouargla, die nach großen Ölfunden 1956 eine gewisse Bekanntheit erlangt hat.
Der Flughafen Oued Irara–Krim Belkacem (benannt nach Krim Belkassem) bietet unter anderem Flugverbindungen nach London-Gatwick, Madrid und Paris Charles De Gaulle.

## Geschichte
Im Jahr 1958 wurde von französischen und angelsächsischen Firmen in Hassi Messaoud mit der Förderung der Ölvorkommen begonnen, eine Pipeline nach Bougie wurde 1959 eröffnet. Nach der algerischen Unabhängigkeit einigten sich Frankreich und Algerien 1965 vor allem für Hassi Messaoud auf die Bildung eines gemeinschaftlichen Staatsunternehmens (SONATRACH), in dem Algerien 1971 schließlich 51 Prozent der Anteile übernahm.
Hassi Messaoud war im Dezember 1975 Ort zudem eines Gipfeltreffens zwischen Libyens Revolutionsführer Gaddafi und Algeriens Präsident Boumedienne. Die angekündigten Kooperationsvereinbarungen zwischen Libyen und Algerien wurden von der libyschen Seite vorschnell und einseitig als erster Schritt zur Vereinigung beider Staaten fehlinterpretiert.
Ab 2001 erfolgten in der Stadt wiederholt Pogrome oft arbeitsloser Männer an alleinstehenden, nicht ortsansässigen, arbeitenden Frauen, was internationale Aufmerksamkeit nach sich zog.